# Мышиный ремез
Мышиный ремез (лат. Anthoscopus musculus) — вид птиц из семейства ремезовых. Подвидов не выделяют. Распространён на востоке Африки.

## Описание
Мышиный ремез достигает длины 8 см и массы 6—8 г. Одна из самых мелких птиц Африки, наряду с фолидорнисом (Pholidornis rushiae), капским (Anthoscopus minutus) и белолобым (Anthoscopus caroli) ремезами. Характеризуется очень коротким хвостом, коротким заострённым коническим клювом и довольно сильными ногами. Половой диморфизм не выражен. Большая часть головы и верхняя часть тела тускло-коричневато-серые; лоб и кроющие перья ушей светло-коричневого цвета, со слабыми пятнышками более тёмного оттенка; уздечка тёмная, окаймлена сверху нечётко выраженной бледной линией. Перья крыльев и хвоста более тёмные, с более светлой сероватой каймой. Подбородок, горло и нижняя часть тела беловато-коричневые, на брюхе и нижних кроющих перьях хвоста с желтоватым налётом. Радужная оболочка коричневая; клюв черноватый, немного бледнее у основания; ноги тёмно-синевато-серые или черноватые. От A. caroli отличается, главным образом, полностью беловатой нижней частью тела. Молодь (в свежем оперении) имеет немного более тёплый коричневый цвет, с меньшим количеством сероватого оттенка на верхней стороне тела.

## Вокализация
Типичная контактная позывка — пронзительное «tit, tit, tit…», а также отрывистое гнусавое «tzeee» или «bzeeu». Песня состоит из нескольких повторяющихся фраз, в том числе быстрых и хрипловатых «di-di-di-di-di-di…», звенящих «we-cha-we-cha-we-cha-we-cha…» и «tsee-tsi, tsee-tsi, tsee-tsi…».

## Распространение и места обитания
Мышиный ремез распространён на востоке Африки: юго-восток Южного Судана, Эфиопия, северо-запад, север и юг Сомали, северо-восточная Уганда, Кения и крайний северо-восток Танзании. Естественными местами обитания являются открытые акациевые леса, сухие кустарниковые заросли и низкотравные саванны в засушливой или полузасушливой местности. Встречается на высоте от 400 до 1600 м над уровнем моря.

## Биология
Мышиный ремез питается парами или семейными группами, часто присоединяется к смешанным стаям мелких видов птиц. Добывают пищу близко от земли в низкорослых кустарниках, а также под кронами больших акаций. Очень активны, постоянно находятся в движении, часто переворачиваются вниз головой. Могут быть довольно доверчивыми во время поиска пищи, и, по-видимому, их не беспокоит присутствие человека. В состав рациона входят в основном мелкие насекомые и их личинки.
Биология размножения практически не исследована. О гнездовании сообщалось в декабре в Судане, феврале—марте и сентябре—октябре в Эфиопии, ноябре в Сомали и апреле—мае в Кении. Гнездо представляет собой грушевидный мешочек из мягких растительных волокон, с ложной камерой. Настоящий вход в гнездовую камеру скрыт клапаном, который родители закрывают, покидая гнездо. Найдено всего несколько гнёзд, одно располагалось на высоте 2 м над землей в терновом кустарнике, другие — на высоте 1,5—6 м над землёй в акации. В кладке 4 яйца; насиживает их в основном, а возможно, и полностью самка.